# Pirapora do Bom Jesus (ort)
Pirapora do Bom Jesus är en ort i Brasilien.   Den ligger i kommunen Pirapora do Bom Jesus och delstaten São Paulo, i den sydöstra delen av landet, 900 km söder om huvudstaden Brasília. Pirapora do Bom Jesus ligger 678 meter över havet och antalet invånare är 14 690.
Terrängen runt Pirapora do Bom Jesus är varierad. Pirapora do Bom Jesus ligger nere i en dal. Runt Pirapora do Bom Jesus är det tätbefolkat, med 511 invånare per kvadratkilometer.. Närmaste större samhälle är Santana de Parnaíba, 10,1 km sydost om Pirapora do Bom Jesus.
I omgivningarna runt Pirapora do Bom Jesus växer huvudsakligen savannskog.